# Gunung Litung
Gunung Litung är ett berg i Indonesien.   Det ligger i provinsen Aceh, i den västra delen av landet, 1 600 km nordväst om huvudstaden Jakarta. Toppen på Gunung Litung är 1 585 meter över havet.
Terrängen runt Gunung Litung är kuperad västerut, men österut är den bergig. Trakten runt Gunung Litung är nära nog obefolkad, med mindre än två invånare per kvadratkilometer. Det finns inga samhällen i närheten. I omgivningarna runt Gunung Litung växer i huvudsak städsegrön lövskog.